# Hellocoton
Hellocoton est un portail Web féminin créé par Hubert Michaux et Victor Cerutti. Le site a été officiellement lancé le 29 avril 2008. Hellocoton sélectionne quotidiennement des articles parus sur les blogs féminins. 
Hellocoton est incubée par l'incubateur  ParisTech Entrepreneurs. Selon le Journal du Net et soutenue par la Région Île de France au travers de Scientipôle initiative son audience est en forte croissance, atteignant le niveau de Elle.fr. 
Hellocoton a lancé en mai 2010 une déclinaison anglophone de son portail avec plus de 500 sources issues de blogs féminins américains. 
Le site Hellocoton est racheté en juillet 2012 en par le groupe Prisma Media France. « Le Groupe Prisma Média rachète le site Hellocoton alimenté par les talents des blogs féminins », sur offremedia.com, 26 juillet 2012.
Le 6 septembre 2019, Hellocoton ferme son site.